# Brian Clegg
Brian Clegg (* 6. Mai 1955 in Rochdale, Lancashire) ist ein englischer Wissenschaftsjournalist. 

## Leben
Er ist Autor populärwissenschaftlicher Bücher über Licht, Unendlichkeit, Quanten sowie Biografien über Roger Bacon und Eadweard Muybridge. Clegg hält Beiträge für das Radio und TV-Programm und schreibt regelmäßig Kolumnen und Bewertungen in Zeitschriften und Zeitungen. Er gilt als „einer der brillantesten Science-Autoren weltweit.“
Clegg lebt mit seiner Frau und zwei Kindern in Wiltshire.

## Werke
Auswahl auf Deutsch erschienener Titel:
- Das kreative Gehirntraining: Gedächtnis, Kreativität und Wissen spielerisch verbessern, 2007, ISBN 3-636-07187-4, ISBN 978-3-636-07187-3
- Physik für Eierköpfe, 2011, ISBN 978-3-499-62687-6
- Vor dem Urknall, Hamburg 2013, ISBN 978-3-499-62775-0
- Warum Tee im Flugzeug nicht schmeckt und Wolken nicht vom Himmel fallen, 2012, ISBN 978-3-446-43010-5